# Louis Gossett, Jr.
Louis Gossett, Jr. (anglès: Louis Gossett Jr.)  (Brooklyn, 27 de maig de 1936 - Santa Monica, 29 de març de 2024) va ser un actor i escriptor estatunidenc. Va ser guanyador de diversos premis Emmy, globus d'Or i un Oscar.

## Biografia
Louis Gossett es va criar amb la seva mare, Hellen Rebecca Wray Gossett, i el seu pare, Louis Gossett. Després de graduar-se en l'escola secundària, va anar a la Universitat de Nova York. Amb una alçada d'1,93 m, es va convertir en un jugador de bàsquet durant els seus anys universitaris a la Universitat de Nova York. Els New York Knicks van quedar tan impressionats amb l'habilitat esportiva de Gossett que li van oferir un contracte professional en graduar-se. Va jugar breument amb ells el 1959, abans de triar centrar-se completament en la seva carrera d'actor, que era el que li apassionava.
Ja com a actor, és recordat per haver participat en la famosa sèrie de televisió "Arrels" (1977), en el paper de Fiddler; aquesta actuació el va portar a guanyar un premi Emmy. Són múltiples les seves aparicions en sèries de TV, minisèries i pel·lícules com la minisèrie Sadat (1983), basada en la vida del president d'Egipte i "Els poders de Matthew Star", del 1982-1983.
El 1982 li va arribar la seva consagració al cinema, treballant juntament amb Richard Gere i Debra Winger en el taquiller film Oficial i cavaller, interpretant el personatge del recte i dur sergent Foley; la seva actuació va ser notable i va guanyar l'Oscar al millor actor secundari de 1983. Després, el 1983, roda Jaws 3-D amb Dennis Quaid. El 1985, va tornar a treballar amb Quaid al film de culte Enemy Mine, una pel·lícula de ciència-ficció i futurista, el seu personatge era un extraterrestre d'ètnia drag, anomenat Jeriba «Jerry» Shigan, que estava en guerra amb els humans. El 1986, filma Iron Eagle, un film d'acció bèl·lic, que va donar origen a tota una saga de 4 films en total: Iron Eagle II, 1988; Aces: Iron Eagle III, 1992, i Iron Eagle on the atack, 1995. El 1991 filma Toy Soldiers.

## Filmografia
| Any  | Pel·lícula                                      | Paper                      | Notes                                                                 |
| ---- | ----------------------------------------------- | -------------------------- | --------------------------------------------------------------------- |
| 1961 | A Raisin in the Sun                             | George Murchison           |                                                                       |
| 1969 | The Bushbaby                                    | Tembo                      |                                                                       |
| 1970 | The Landlord                                    | Copee                      |                                                                       |
| 1970 | Leo the Last                                    | Roscoe                     |                                                                       |
| 1971 | Joc brut (Skin Game)                            | Jason O'Rourke             |                                                                       |
| 1972 | Viatges amb la meva tia (Travels with My Aunt)  | Zachary/'Wordsworth'       |                                                                       |
| 1973 | The Laughing Policeman                          | Insp. James Larrimore SFPD |                                                                       |
| 1973 | The Fuzz Brothers                               | Francis Fuzz               |                                                                       |
| 1974 | The White Dawn                                  | Portagee                   |                                                                       |
| 1976 | J. D.'s Revenge                                 | Rev. Elija Bliss           |                                                                       |
| 1976 | The River Niger                                 | Dr. Dudley Stanton         |                                                                       |
| 1977 | The Choirboys                                   | Calvin Motts               |                                                                       |
| 1977 | The Deep                                        | Henri Cloche               |                                                                       |
| 1980 | It Rained All Night the Day I Left              | Leo García                 |                                                                       |
| 1982 | Oficial i cavaller (An Officer and a Gentleman) | Sergent Emil Foley         | Oscar al millor actor secundari Globus d'Or al millor actor secundari |
| 1983 | Jaws 3-D                                        | Calvin Bouchard            | Razzie Award (candidata)                                              |
| 1984 | Finders Keepers                                 | Century                    |                                                                       |
| 1985 | Enemic meu (Enemy Mine)                         | Jeriba 'Jerry' Shigan      | Saturn Award (candidata)                                              |
| 1986 | Firewalker                                      | Leo Porter                 |                                                                       |
| 1986 | Iron Eagle                                      | Chappy Sinclair            |                                                                       |
| 1987 | El rector (The Principal)                       | Jake Phillips              |                                                                       |
| 1987 | Louisiana (A Gathering of Old Men)              | Mathu                      |                                                                       |
| 1988 | Iron Eagle II                                   | Chappy Sinclair            |                                                                       |
| 1989 | The Punisher                                    | Jake Berkowitz             |                                                                       |
| 1991 | Soldats de joguina (Toy Soldiers)               | Dean Parker                |                                                                       |
| 1991 | Cover Up                                        | Lou Jackson                |                                                                       |
| 1993 | Monolith                                        | Capt. MacCandless          |                                                                       |
| 1993 | Flashfire                                       | Ben Durand                 |                                                                       |
| 1992 | Diggstown                                       | 'Honey' Roy Palmer         |                                                                       |
| 1992 | Aces: Iron Eagle III                            | Chappy Sinclair            |                                                                       |
| 1993 | Flashfire                                       | Ben Durand                 |                                                                       |
| 1993 | Monolith                                        | Capt. MacCandless          |                                                                       |
| 1994 | Curse of the Starving Class                     | Ellis                      |                                                                       |
| 1994 | Un bon home a l'Àfrica (A Good Man in Africa)   | Prof. Sam Adekunle         |                                                                       |
| 1994 | Blue Chips                                      | Pare Dawkins               |                                                                       |
| 1995 | Iron Eagle IV                                   | Chappy Sinclair            |                                                                       |
| 1996 | Managua                                         | Paul                       |                                                                       |
| 1997 | Legend of the Mummy                             | Corbeck                    |                                                                       |
| 1997 | The Wall That Heals                             | Narrador                   |                                                                       |
| 1999 | Y2K                                             | Morgan                     |                                                                       |
| 2000 | The Highwayman                                  | Phil Bishop                |                                                                       |
| 2002 | Deceived                                        | Coronel David Garrett      |                                                                       |
| 2005 | Left Behind: World at War                       | President Gerald Fitzhugh  |                                                                       |
| 2005 | Window                                          | Ralph Stanley              |                                                                       |
| 2006 | Club Soda                                       | Doc                        |                                                                       |
| 2006 | All In                                          | Caps                       |                                                                       |
| 2007 | Cover                                           | Detectiu Hicks             |                                                                       |
| 2007 | Daddy's Little Girls                            | Willie                     |                                                                       |
| 2008 | Delgo                                           | Zahn (veu)                 |                                                                       |
| 2008 | The B.A.M.N. Squad                              |                            |                                                                       |
| 2008 | The Perfect Game                                | Cool Papa Bell             |                                                                       |
| 2008 | The Least Among You                             | Samuel Benton              |                                                                       |
| 2008 | The Real Catch                                  | Cap de Policia             |                                                                       |
| 2008 | Buttermilk Sky                                  | Jutge Stanton              |                                                                       |